# Betyár

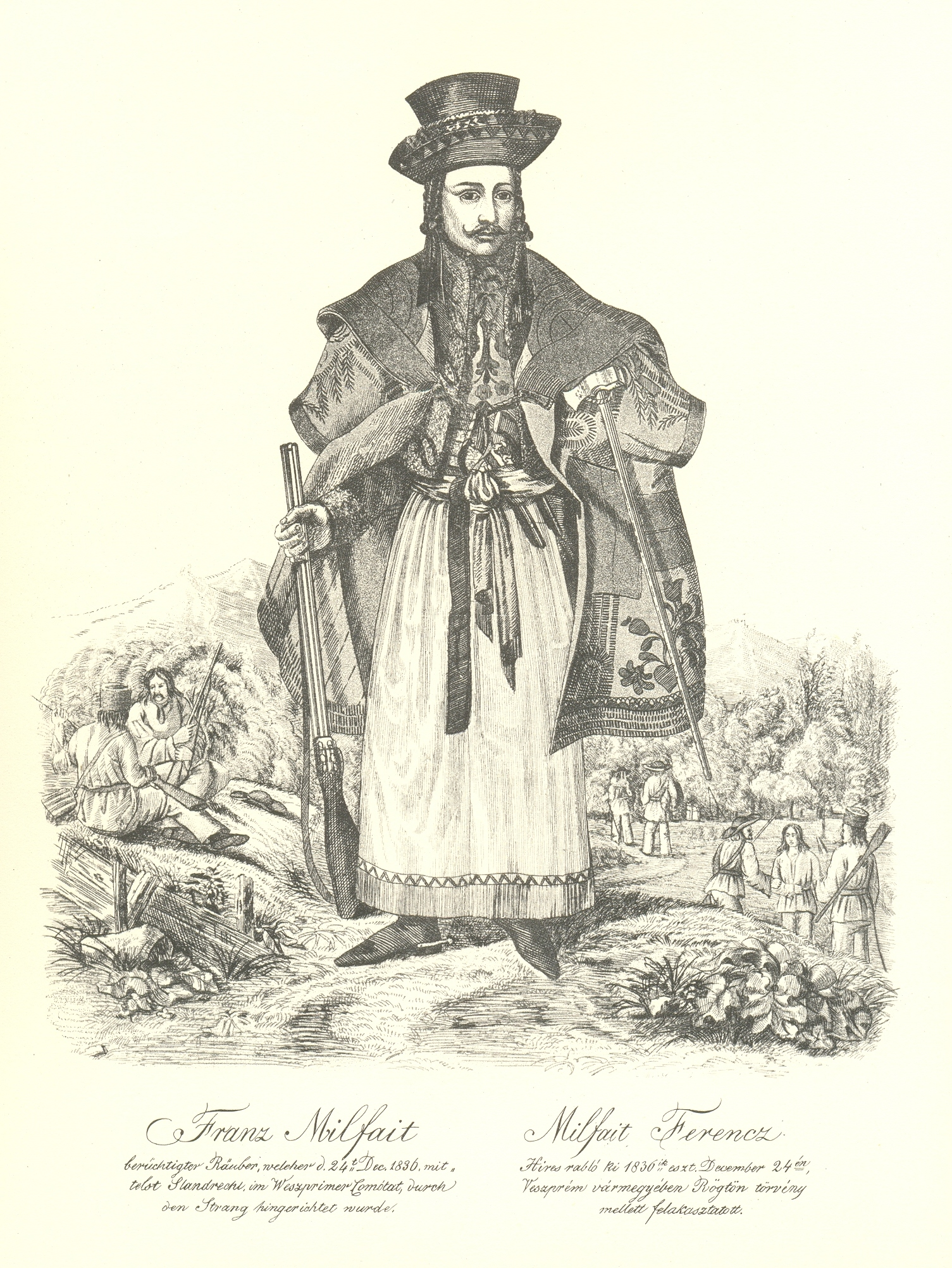
Milfajt Ferkó bakonyi betyár, Sobri Jóska hírhedt alvezére.

Betyár a 18–19. századi bujdosó rablók neve volt Magyarországon. Általában lovas bujdosókként említik őket. A magyar betyárokhoz hasonló lovas útonállók  világszerte (az Egyesült Királyságban és Írországban: highwayman) léteztek a 20. századig, közülük az elhíresült magyarországi betyárokhoz hasonlóan sokan tettek szert ismertségre.
A magyar betyár szó török eredetű: bekár, bekiar, jelentése: vándor, legény.
A betyárok kasztokra oszlottak, melyek a következők voltak:
- kapcabetyárok, a betyárok között is számkivetettek voltak, mert képesek voltak alvás közben társaiktól ellopni a kapcát is.
- házásó betyárok, az alap nélküli vályogházak éléskamrájába aláásással jutottak be.
- talpas (gyalog) betyárok, elsősorban a hegyvidékek betyárjai voltak, olyan helyeken bujkáltak, amit még lóval sem lehetett megközelíteni.
- lovas betyárok, jellemzően az alföldön éltek, lóháton közlekedtek, így viszonylag gyorsan, nagy távolságokat tudtak bejárni.

## A köztudatban

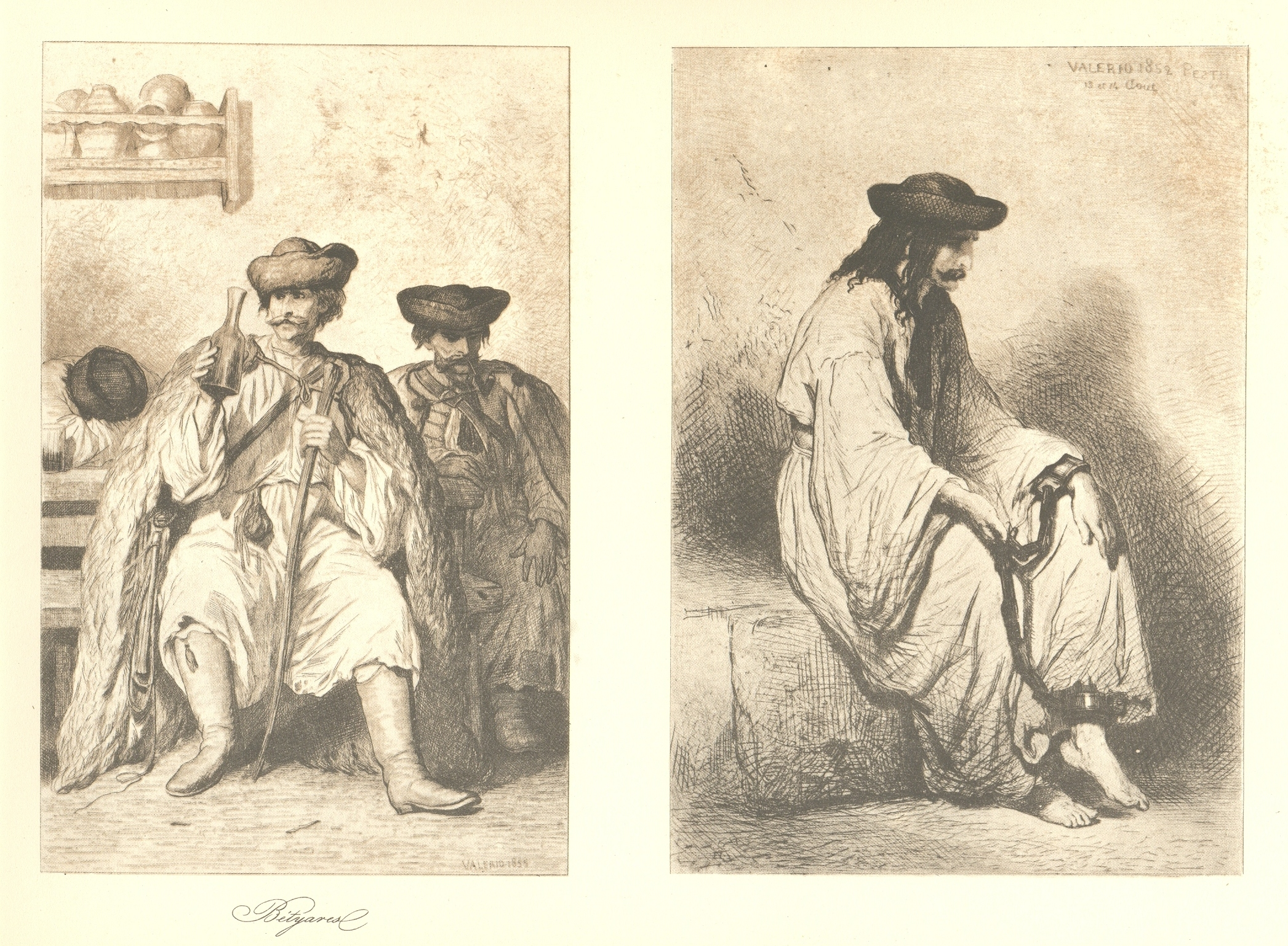
Betyárok kocsmában és börtönben

A köztudatban és a sajtókban az 1830-as évekig szerepük egyértelműen negatív volt, ekkortól kezdve azonban sokan népi hősökké váltak. Ugyanez a folyamat a világ más tájain is lejátszódott: ezt írták le Eric Hobsbawm angol történész tanulmányai az 1950-es és 1960-as években. Hobsbawm ezt annak tulajdonítja, hogy a társadalomból kitaszított bűnözők gyakran az igazságosabb társadalomért küzdő politikai mozgalmak élére álltak, vagy ezek szimbólumaivá váltak.
Elsők között „megdicsőült” magyar betyárbűnözők Zöld Marci, Sobri Jóska és Rózsa Sándor voltak. A betyárokról már a 18. század óta sorra születtek a betyárballadák, betyárdalok és szájról szájra terjedő történetek, mondák és a betyárromantika áthatotta a ponyvairodalmat is. A betyárokról szóló nagyszámú ponyva a fővárosban és vidéken is nagyon kapós volt. Népszínműveket is írtak a témáról. 1873-ban mutatták be például Abonyi Lajos „A betyár kendője” című darabját. De születtek igényesebb alkotások is. Tömörkény István: Betyárlegendák c. művét 1898-ban adták ki Szegeden.
A betyárromantika és a valóság közötti éles különbségre Berzsenyi Dániel is felfigyelt. 1833-ban megírta A magyarországi mezei szorgalom némely akadályairól szóló prózáját, amelyben az alföldi tájat mint néptelen és megműveletlen vidéket láttatja, s ahol a nemzeti szorgalom abban áll, hogy helyenként „egy-két zsíros betyár hurcolja a gubát és lopott marhát”. Voltak, akik ennél is messzebb mentek. 1843-ban Wesselényi Miklós Szózat a magyar és szláv nemzetiség ügyében írt munkájában úgy vélekedett, nincs a magyarságnak ártalmasabb ellensége a „betyáros magyarságnál”. Éppen ezért „a magyarok istene előtt kedves tettet követ el, ki a durvaság, darabosság, s butaság elűzését mozdítja elő, s ki a magyart mind tudományi, mind mesterségi, mind társadalmi viszonyaiban műveltebbé teszi”. Széchenyi István hasonlóan fogalmazott a Hitelben: kevesebb előítéletet, balvéleményt, tudatlanságot, és „féktelen betyárságot” képzelünk magunkról, mint amilyenek vagyunk.
Tömörkény István: Rózsa Sándor nálunk (Bodobács Kiadó, Szentes, 2009) című kötete a szerző azon elbeszéléseit közli, amelyek a 19. századi, akkor még végtelennek tűnő, Szeged környéki puszták embereiről mesélnek a szemtanú hitelességével. Az ősfoglalkozásukat saját törvényeik alapján űző juhászokról, gulyásokról, csikósokról és a többnyire az ő köreikből kiszakadt törvényen kívüliekről, a betyárokról. Tömörkény István jó megfigyelőként számot ad a betyárok „típusairól”, krónikásként mesél Rózsa Sándorról, s pontos megfigyeléseivel lehántja a betyárromantika burkát ezekről az emberekről. Ennek köszönhetően egy letűnt világ hétköznapjai elevenednek meg, ahol olyan emberek élték a maguk komótos életét, akik maguk szabták a maguk nyers törvényeit, amik hajszálpontosan illeszkedtek a természet rendjéhez, mert csak ez tette lehetővé számukra a megmaradást. A 19. század végének betyárjairól alkotott pontos képhez hozzájárul a könyv mellékletében a több mint negyven fotó, melyek az 1870-es évek szegedi bűnpöreinek leghírhedtebb szereplőiről készült, közölve az elkövetett bűntetteket és az érte kiszabott büntetéseket. Mindezt kiegészíti a kötetben Fári Irén: Szegedi betyárfényképek című tanulmánya a fotók keletkezéséről, egy izgalmas, terjedelmes munka Szegedi bűnkrónika, és Tóth Béla 1885 szeptemberében, a Pesti Hírlapban megjelent visszaemlékezése Betyárvilág címmel a Szeged környéki betyárvilágról.

## Híres betyárok
- Angyal Bandi (Hajdúság, Felvidék)
- Bajdor János

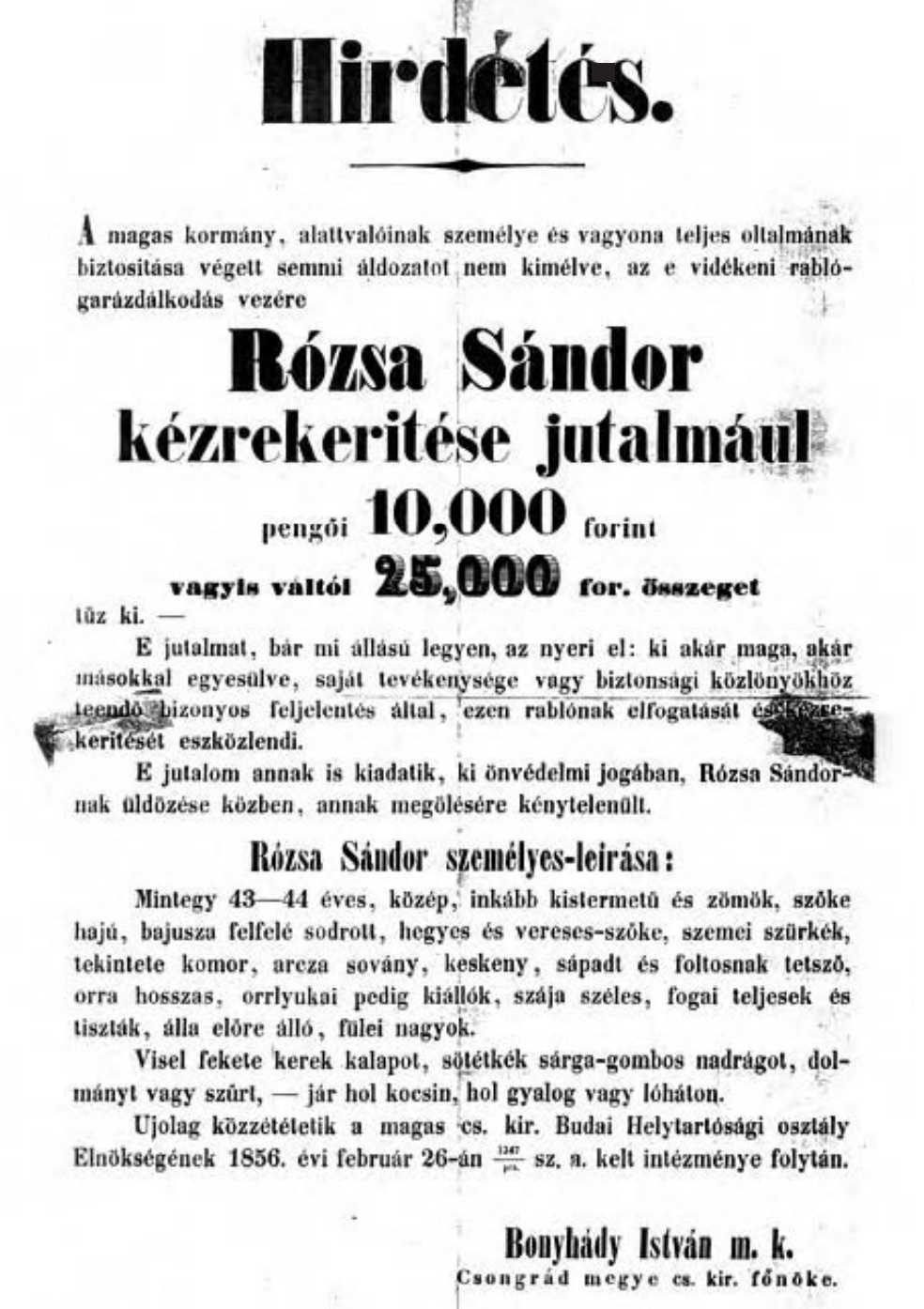
Rózsa Sándor korabeli körözési hirdetménye 1856-ból

- Ballangó Mihály (Kiss bácsi) (1813?-1858)[3]
- Barna Péter[3]
- Benkó Kálmán
- Bergán (Fülöp) Jancsi[3]
- Bogár (Szabó) Imre
- Borbély István
- Borsos Sándor[3]
- Csikós József
- Csomó Dancs János
- Csonka Bálint
- Csonka Ferencz
- Dobos Gábor[3]
- Dubecz István
- Fábián Pista
- Farkas Jancsi[3]
- Fazekas Mihály (betyár)[4]
- Forgó József
- Gacsaj Pesta
- Gelencsér Jóska
- Geszti (Geszten) Jóska (Nyírség)
- Gordán Gyuri (Torna-Áj-Szádelő)
- Gyurkovics Lázó[3]
- Habran György
- Hajnal Jancsi[3]
- Halász Podusa Pál
- Hatos betyár
- Illés Imre (Vak Illés)[3]
- Jáger Jóska[3]
- Jász Szabó János
- Juhász András
- Kátai Balogh András
- Kátai Kis Imre
- Kecskés Istenes Gergely
- Keserű Rebek István
- Kis Víg Miska (?-1856), Sárrét, Udvari
- Kónics Molnár József
- Krúdy Kálmán, Krúdy Gyula nagyapjának öccse[3]
- Leopold Pál (Kutyási Leopold Pál)[3]
- Madarász Áron
- Medorits György
- Milfajt Ferkó[5]
- Nagy Pál (Mészáros Pali)[3]
- Nád Jancsi[6]
- Nemes Nagy Pál
- Nemes Nagy Péter
- Oroszlán Pali[3]
- Papp György (Babáj Gyurka)[3]
- Patkó Bandi (Dél-Dunántúl)
- Patkó István és Patkó János
- Patya Imre, Baranya
- Renkó Kálmán[3]
- Rózsa András
- Rózsa Sándor (Alföld)
- Savanyú Jóska (Bakony, Dunántúl)
- Séta Pista (Kis vagy Kránicz)[3]
- Simon József
- Sisa Pista (Nógrád)
- Sobri Jóska (Bakony, Dunántúl)
- Sós Pesta és Sóvágó Jankó (Alföld, Hajdúság)
- Suba Lukács (Heves)
- Szabó Mihály, Szabó Pál (a Szabó gyerekek)[3]
- Szabó Gáspár János
- Id. Szeghi Tódor József
- Szép Menykő István
- Szikora Mihály
- Szűts György
- Tapodi János
- Id. Téni Ferencz
- Tombácz Antal
- Turcsányi Illés
- Tükör Gubicza József
- Veszelka Imre
- Vidróczki Márton (Mátra)
- Vitális Imre (Bihar)
- Zámbó Vendel[7] (Somogy)
- Zöld Marci (Alföld, főleg Bihar)

Román betyárok:
- Pintea Viteazul[8]
- Isaac Sinai

Ruszin betyárok:
- Suhaj betyár

Szlovák betyárok:
- Juraj Jánošík
- Jakub Surovec
- Tomáš Uhorčík

Szerb betyárok:
- Macsvánszky Maxim[3]

## Betyárleves
A betyárleves a magyar konyha egyik legváltozatosabb tartalmú, ízletes, zamatos és kiadós étele, többféle hússal és zöldséggel készítve. Összetevőinek széles választéka miatt neve tájegységenként változik, így létezik bakonyi, mátrai, alföldi és erdélyi betyárleves is. A betyárleves pontos eredetét homály fedi, de nagy valószínűséggel a betyárok életmódjával kapcsolatos.
A betyárleves lényege, hogy abba bármi belekerülhet, amit a konyhában (illetve – a betyárok esetében – a szütyőben vagy a kamrában) találunk: a leves bármilyen húsból és zöldségből készülhet egyszerű lisztes habarással. 

## Filmek
- Szomjas György: Rosszemberek
- Szomjas György: Talpuk alatt füttyül a szél